# Os rentador
L'os rentador (Procyon lotor) és una espècie de mamífer carnívor de mida mitjana de la família dels prociònids i originari de Nord-amèrica. La seva llargada de 40–70 cm i el seu pes de 5–26 kg en fan el representant més gros de la seva família. El seu pelatge grisenc es compon principalment d'un pèl suau i espès que el protegeix del fred. Es caracteritza per la gran habilitat de les seves potes anteriors, la seva màscara facial i la seva cua anellada, que apareixen en les mitologies indígenes americanes. És conegut per la seva intel·ligència i s'ha demostrat que pot recordar les solucions als problemes durant tres anys o més. És un animal generalment nocturn i omnívor que s'alimenta d'invertebrats en un 40%, de plantes en un 33% i de vertebrats en el 27% restant.
Els seus hàbitats originals són els boscos caducifolis i mixtos, però la seva gran adaptabilitat ha fet que s'estengui a les regions muntanyoses, les maresmes i les zones urbanes, on alguns propietaris el consideren una molèstia. A més a més, ha arribat a gran part de l'Europa continental, el Caucas i el Japó com a resultat d'una sèrie de fugues i introduccions deliberades a mitjans del segle xx.

## Comportament
És omnívor i oportunista. El seu nom deriva del seu costum de caçar a les ribes dels rius i al seu hàbit, més o menys real, de submergir els aliments a l'aigua abans de menjar-se'ls; si més no, fa l'efecte que s'hi renti. Malgrat ser una espècie d'hàbits nocturns, l'os rentador sovint aprofita la major disponibilitat de menjar a les hores diürnes per alimentar-se.

## Animal invasor a Europa
A Europa, es considera una de les 100 espècies invasores més problemàtiques. A Catalunya, encara és rar, però el 2013 ja se l'ha observat dues vegades. Tenint en compte la facilitat amb què colonitza hàbitats nous i, com a omnívor, adapta la seva alimentació, prolifera fins i tot en zones molt urbanitzades. Segons la convenció de Berna (1979) cal controlar l'espècie, atès que suposa un perill per a la biodiversitat: amenaça, entre d'altres, la tortuga d'estany, els amfibis, així com l'avifauna, no directament, sinó perquè se'n menja els ous.